# Phyllomys
Phyllomys (атлантичні деревні щури)  — рід деревних гризунів родини щетинцевих. Усі представники роду проживають на східному атлантичному узбережжі Бразилії.

## Етимологія
грец. Phyllo — «лист, листя»; грец. mys — родовий відмінок myos — «миша»

## Морфологія
Морфометрія. Довжина голови й тіла: 160–262 мм, довжина хвоста: 180–275 мм, довжина задньої стопи: 30-50 мм, довжина вуха: 9-20 мм.
Опис. Розміри від середнього до великого, веде деревний спосіб життя. Покрив включає голки чи щетину чи м'яке хутро. Покрив хвоста від рідкого до густого з чи без китиці чи довшого волосся на кінці. Молочних залоз чотири: три бічні й одна пахова.

## Систематика
Рід Phyllomys (атлантичний деревний щур)
1. Вид Phyllomys blainvillii (золотий атлантичний деревний щур)
2. Вид Phyllomys brasiliensis (оранжево-коричневий атлантичний деревний щур)
3. Вид Phyllomys centralis
4. Вид Phyllomys dasythrix (тьмяно-коричневий атлантичний деревний щур)
5. Вид Phyllomys kerri (атлантичний деревний щур Кера)
6. Вид Phyllomys lamarum (блідий атлантичний деревний щур)
7. Вид Phyllomys lundi (атлантичний деревний щур Лунда)
8. Вид Phyllomys mantiqueirensis (атлантичний деревний щур Мантікейри)
9. Вид Phyllomys medius (довгошерстий атлантичний деревний щур)
10. Вид Phyllomys nigrispinus (чорноголковий атлантичний деревний щур)
11. Вид Phyllomys pattoni (ржавобокий атлантичний деревний щур)
12. Вид Phyllomys sulinus
13. Вид Phyllomys thomasi (гігантський атлантичний деревний щур)
14. Вид Phyllomys unicolor (короткошерстий атлантичний деревний щур)